# جوزيف ووكر
جوزيف ووكر (بالإنجليزية: Joseph Walker)‏ هو سباح أسترالي، ولد في 20 يونيو 1971.